# Béla Zulawszky
Béla Zulawszky   (Trebišov, 23 d'octubre de 1869 - Sarajevo, 24 d'octubre de 1914) va ser un tirador d'esgrima hongarès que va competir a començaments del segle xx.
El 1908 va prendre part en els Jocs Olímpics de Londres, on guanyà la medalla de plata en la competició de sabre individual del programa d'esgrima. En la prova d'espasa individual quedà eliminat en la primera ronda.
Quatre anys més tard, als Jocs d'Estocolm, disputà dues proves individuals del programa d'esgrima: el sabre i el floret, en les quals quedà eliminat en semifinals. Morí en acció durant la Primera Guerra Mundial.